# Bandiera di Saba
La bandiera di Saba è stata adottata il 6 dicembre 1985.
La commissione incaricata di scegliere la bandiera che rappresentasse l'isola, tra le 130 diverse proposte presentate, scelse la bandiera disegnata da un giovane diciottenne abitante dell'isola chiamato Daniel Johnson.
I colori della bandiera sono rosso, bianco, blu e giallo.
La parte superiore è suddivisa in triangoli rossi, la parte inferiore è suddivisa in due triangoli blu, la parte centrale consiste in un rombo bianco con una stella gialla a cinque punte al suo centro. La stella rappresenta Saba.
Il colore giallo rappresenta le bellezze naturali che si trovano sull'isola e la speranza di un felice futuro per Saba.
Il rosso, bianco e blu rappresentano il legame storico e politico con il Regno dei Paesi Bassi e le Antille Olandesi. Il bianco rappresenta inoltre la pace, l'amicizia, la purezza e la quiete. Il rosso rappresenta l'unione, il coraggio e la risolutezza. Il blu rappresenta il mare, importante fonte di sussistenza per gli abitanti di Saba e simboleggia anche il cielo che ricorda Dio che ha creato l'isola.